# Remember Us to Life
Remember Us to Life (с англ. — «Запомните нас на всю жизнь») — седьмой студийный альбом американской певицы Регины Спектор, изданный 30 сентября 2016 года на лейблах Sire Records и Warner Records.

## История создания и запись
16 декабря 2011 года Спектор вышла замуж за автора-исполнителя Джека Дишела, с которым она встречалась 6 лет до их свадьбы. В марте 2014 года она родила сына. В интервью изданию Esquire, Спектор рассказала о том, что беременность затянула создание альбома: «Мне казалось, что я буду писать намного больше, когда я была беременна. <...> Но на самом деле мне не хотелось этого». Также в этом интервью Спектор поговорила об экспериментах с лирикой и звучанием предстоящей записи: «Мне кажется, я никогда раньше не писала таких песен. <...> Я всегда хотела поэкспериментировать с синтезатором или оркестровкой. Я отношусь к этому как к непрерывному развитию: вы экспериментируете с определенными вещами и всегда попадаете в новое место». В интервью для издания Elle Спектор высказала свое беспокойство о совмещении материнских и профессиональных обязанностей: «Мне было очень любопытно, смогу ли я снова написать песню. <...> Думаю, в итоге я написала больше, чем за долгое время, и это просто удивительно».
Предыдущая запись Спектор «What We Saw from the Cheap Seats», выпущенная в 2012 году, получила положительные отзывы от критиков и умеренный коммерческий успех в США, дебютировав с 3-о места в чарте Billboard 200.
В 2015 году Спектор переехала в Калифорнию, чтобы её муж Джек Дишел смог работать над созданием веб-сериала «:Dryvrs», в котором он выступил в роли продюсера, режиссера, сценариста и главного актёра. Параллельно Спектор начала писать музыку для нового альбома, объединившись с известным музыкальным продюсером Лео Абрахамсом, работавшего с такими музыкантами, как Брайан Ино, Имоджен Хип, Джарвис Кокер, Карл Барат, Джон Хопкинс и Пол Саймон. Большая часть песен была написана Спектор во время беременности и в течение нескольких месяцев после рождения ребенка.

## Выпуск
12 июля 2016 года Спектор объявила на своей странице в Facebook и на официальном сайте, что в ближайшие дни будут опубликованы важные новости. 22 июля 2016 года Спектор объявила о выходе её седьмого студийного альбома под названием «Remember Us to Life», состоящего из 11 песен в стандартном издании и 14 песен в делюкс-версии, дополненной тремя бонус-треками. Также в тот день была опубликована обложка предстоящего альбома и главный сингл «Bleeding Heart».

## Отзывы критиков
| Совокупная оценка    | Совокупная оценка |
| Источник             | Оценка            |
| -------------------- | ----------------- |
| AnyDecentMusic?      | 6,9/10            |
| Metacritic           | 70/100            |
| Оценки критиков      |                   |
| Источник             | Оценка            |
| AllMusic             | [ 11 ]            |
| Consequence of Sound | B                 |
| Drowned in Sound     | 6/10              |
| Exclaim!             | 8/10              |
| The Independent      | [ 15 ]            |
| The Line of Best Fit | 7/10              |
| musicOMH             | [ 17 ]            |
| Pitchfork            | 6,6/10            |
| PopMatters           | 7/10              |
| Rolling Stone        | [ 20 ]            |
| Sputnikmusic         | 4,7/5             |

Remember Us to Life получил положительные отзывы от музыкальных критиков. На сайте-агрегаторе Metacritic альбом имеет средний рейтинг 70 баллов из 100 на основе 16 рецензий критиков, что указывает на «в целом благоприятные отзывы». На AnyDecentMusic?, собирающем отзывы более 50 изданий, пластинка имеет рейтинг 6,9 из 10 на основе 20 рецензий.

## Список композиций
Все песни были написаны Региной Спектор. Продюсерами выступили Спектор и Лео Абрахамс.
| №                   | Название                      | Длительность |
| ------------------- | ----------------------------- | ------------ |
| 1.                  | «Bleeding Heart»              | 3:58         |
| 2.                  | «Older and Taller»            | 3:56         |
| 3.                  | «Grand Hotel»                 | 3:04         |
| 4.                  | «Small Bill$»                 | 3:33         |
| 5.                  | «Black and White»             | 3:49         |
| 6.                  | «The Light»                   | 4:56         |
| 7.                  | «The Trapper and the Furrier» | 4:24         |
| 8.                  | «Tornadoland»                 | 3:48         |
| 9.                  | «Obsolete»                    | 6:37         |
| 10.                 | «Sellers of Flowers»          | 4:00         |
| 11.                 | «The Visit»                   | 4:24         |
| Общая длительность: | Общая длительность:           | 46:29        |

| №                   | Название                                  | Длительность |
| ------------------- | ----------------------------------------- | ------------ |
| 12.                 | «New Year»                                | 5:28         |
| 13.                 | «The One Who Stayed and the One Who Left» | 4:58         |
| 14.                 | «End of Thought»                          | 3:19         |
| Общая длительность: | Общая длительность:                       | 60:14        |

## Чарты

### Еженедельные чарты
| Чарт (2016)                       | Высшая позиция |
| --------------------------------- | -------------- |
| Австралия (ARIA)                  | 20             |
| Австрия (Ö3 Austria)              | 57             |
| Бельгия/Фландрия (Ultratop)       | 68             |
| Бельгия/Валлония (Ultratop)       | 122            |
| Канада (Canadian Albums Chart)    | 64             |
| Шотландия (Scottish Albums Chart) | 33             |
| Швейцария (Schweizer Hitparade)   | 54             |
| Великобритания (UK Albums Chart)  | 47             |
| США (Billboard 200)               | 23             |